# Stéphan Wojtowicz
Pour les articles homonymes, voir Wojtowicz.
 (janvier 2019).
Si vous disposez d'ouvrages ou d'articles de référence ou si vous connaissez des sites web de qualité traitant du thème abordé ici, merci de compléter l'article en donnant les références utiles à sa vérifiabilité et en les liant à la section « Notes et références ».
Stéphan Wojtowicz est un acteur et auteur français, né en 1963.

## Biographie
Stéphan Wojtowicz est un acteur connu pour sa carrière au théâtre. Il collabore régulièrement avec le metteur en scène Marc Fayet, travaille avec La Compagnie Benoît Marbot puis avec Panchika Velez qui va mettre en scène des pièces qu'il écrit lui-même (Les Forains au théâtre 13). En 2006, il reçoit le Molière du meilleur auteur pour La Sainte Catherine. Au théâtre de la Madeleine, il joue dans la pièce de Niels Arestrup Le Temps des cerises, adapte Un singe en hiver au théâtre de Paris avec Eddy Mitchell et Fred Testot, retrouve Marc Fayet pour Des gens intelligents et joue pour Pierre Pradinas dans Les Amis du président et La Cantatrice chauve.
Parallèlement à cette carrière de comédien et d'auteur de théâtre, il apparaît dès 2005 à la télévision et au cinéma. Des seconds rôles pour Stéphane Brizé (Je ne suis pas là pour être aimé), Jean-Pierre Améris (Les Émotifs anonymes), Josiane Balasko (Demi-sœur) ou Valérie Lemercier (100% cachemire). On le remarque également dans le film à succès La Famille Bélier dans le rôle du maire. À la télévision, il s'est illustré dans les séries Hard et Engrenages (rôle du commissaire Marc Aubert) sur Canal+.

## Filmographie

### Cinéma
- 2005 : Je ne suis pas là pour être aimé de Stéphane Brizé : Le médecin
- 2005 : Quartier VIP de Laurent Firode : Marcello
- 2006 : Poltergay de Éric Lavaine : Flic
- 2007 : La Clef de Guillaume Nicloux : Médecin Manéri
- 2008 : Deux jours à tuer de Jean Becker : Patron du café
- 2008 : Coluche : L'Histoire d'un mec de Antoine de Caunes : Le ministre de l'intérieur
- 2009 : Je ne dis pas non de Iliana Lolic : Emmanuel Calaias
- 2009 : Incognito d'Éric Lavaine : Patron restaurant Gronvieux
- 2009 : À l'origine de Xavier Giannoli : Marty
- 2009 : Gardiens de l'ordre de Nicolas Boukhrief : Gilbert
- 2009 : Le Hérisson de Mona Achache : Le père de Tibère
- 2010 : Protéger et Servir d'Éric Lavaine : Le commissaire
- 2010 : Djinns de Hugues Martin : Le colonel
- 2010 : Holiday de Guillaume Nicloux : Sylvain Caccia
- 2010 : Les Émotifs anonymes de Jean-Pierre Améris : Le psychologue
- 2010 : Les Meilleurs Amis du monde de Julien Rambaldi : Le patron de Jean-Claude
- 2011 : Au bistro du coin de Charles Nemes : Commissaire Vasarelli
- 2011 : L'Exercice de l'État de Pierre Schöller : Le Président de la République
- 2012 : Il était une fois, une fois de Christian Merret-Palmair : Michel Meriac
- 2012 : Superstar de Xavier Giannoli : Edouard Laurence
- 2012 : Augustine d'Alice Winocour : Conti
- 2013 : Alceste à bicyclette de Philippe le Guay : Le chauffeur de taxi
- 2013 : 11.6 de Philippe Godeau : Directeur IBRIS
- 2013 : Demi-sœur de Josiane Balasko : Maître Bonvallet
- 2013 : 100% cachemire de Valérie Lemercier : Le boss journal Elle
- 2013 : Mon âme par toi guérie de François Dupeyron : L'homme qui saigne
- 2014 : La Famille Bélier d'Éric Lartigau : Lapidus
- 2015 : L'Étudiante et Monsieur Henri d'Ivan Calbérac : Le père de Constance
- 2016 : Five de Igor Gotesman : M. Limoges
- 2016 : Radin ! de Fred Cavayé : Président du syndic
- 2016 : Les Têtes de l'emploi d'Alexandre Charlot et Franck Magnier : Le boucher
- 2018 : Fleuve noir d'Érick Zonca : Franck
- 2018 : Les Tuche 3 d'Olivier Baroux : Le psy
- 2018 : Guy d'Alex Lutz : Bernard Kazine
- 2020 : J'irai mourir dans les Carpates d'Antoine de Maximy : François
- 2020 : Aline de Valérie Lemercier : Technicien coulisses
- 2020 : Les Cobayes d'Emmanuel Poulain-Arnaud : Jean-Luc
- 2021 : Le Test d'Emmanuel Poulain-Arnaud : Directeur de l'école
- 2022 : Menteur d'Olivier Baroux : Le supérieur de l'abbaye
- 2023 : Cash de Jérémie Rozan : José Kowalski
- 2024 : Le Larbin de Alexandre Charlot et Franck Magnier : Vicomte de Panserepus
- 2024 : En tongs au pied de l'Himalaya de John Wax : Henry
- 2024 : Les Boules de Noël d'Alexandra Leclère : Le chirurgien
- 2025 : Bastion 36 d'Olivier Marchal : Victor Garnier
- 2025 : Délocalisés d'Ali et Redouane Bougheraba : Le père de Marguerite
- 2025 : La Bonne Étoile de Pascal Elbé

### Télévision
- 2005 : Nuit noire 17 octobre 1961 d'Alain Tasma : Le rédacteur
- 2005 : Sauveur Giordano :  Manuel Santoro
- 2005 : Joséphine ange gardien, épisode Le secret de Julien : Le directeur
- 2007 : Reporters : Marc Fontenelle
- 2007 : Joséphine, ange gardien, épisode Paris-Broadway : Henri
- 2007 : Chez Maupassant : Aux champs d'Olivier Schatzky : Le médecin
- 2008 : Adrien de Pascale Bailly : Le patron d'Adrien
- 2008 : La Résistance de Félix Olivier : Colonel Rémy
- 2008 : Avocats et Associés, épisode Cavale : Commissaire Driniss
- 2008-2010 : Hard de Cathy Verney (série) : Pierre Souchet
- 2009 : Sur le fil de Frédéric Berthe : Lafond
- 2009 : Contes et nouvelles du XIXe siècle (épisode : Pour une nuit d'amour de Gérard Jourd'hui : Le juge Morin
- 2009 : Le chasseur, série : Didier Thiriet
- 2009 : Boulevard du Palais, épisodes  Jeu de massacre et Un crime ordinaire : Le procureur général
- 2010 : Engrenages, série de Alexandra Clert et Guy-Patrick Sainderichin : Commissaire Aubert
- 2011 : Tout le monde descend de Renaud Bertrand : Jean-François Lubin
- 2011 : Qui sème le vent de Fred Garson : Montignac
- 2011 : Les Beaux Mecs (série TV de 8 épisodes) de Gilles Bannier : Monsieur Jo
- 2011 : Les livres qui tuent de Denys Granier-Deferre : Bertrand
- 2011 : Le Client de Arnauld Mercadier : Grégoire Decaux
- 2011 : Les Petits Meurtres d'Agatha Christie, épisode Un Cadavre sur l'Oreiller : Deville
- 2012 : Un flic, épisode Affaire réservée : Contrôleur Général Lantier
- 2012 : Médecin-chef à la Santé de Yves Rénier : Gilles Thiercelin
- 2013 - 2014 : Fais pas ci, fais pas ça (saisons 6 et 7) : Jean-Pierre
- 2014 : Vogue la vie de Claire de La Rochefoucauld
- 2014 : Falco, épisode À l'état brut : Hervé Debry
- 2014 : Vaugand, épisode Irresponsable :  Régis Le Bars
- 2014 : Hero Corp, série : Bishop
- 2014 : La Loi de Christian Faure : Rédacteur en chef de L'Express
- 2015 : Hard (saison 3) de Mélissa Drigeard et Laurent Dussaux : Pierre Souchet
- 2015 : Peplum, série de Philippe Lefebvre : Marchand de tissus
- 2016 : Meurtres sur le lac Léman de Jean-Marc Rudnicki : Antoine Duvivier
- 2016 : Caïn (3 épisodes, saison 4) : Thierry Balducci
- 2017 : Héroïnes, mini-série d'Audrey Estrougo : Georges Dubin
- 2017 : Quadras, série créée par Mélissa Drigeard et Vincent Juillet : Gérard
- 2017 : L'Art du crime, série de Charlotte Brändström et Éric Woreth : Bertrand
- 2017 : Tunnel, série de Gilles Bannier : Josef Chaput
- 2018 : Les Rivières pourpres (série télévisée), épisode Le Jour des cendres : Eric Castinet
- 2018 : Quand sort la recluse de Josée Dayan : Professeur Pujol
- 2019 : Cherif, épisodes Pièce à convictions et  Parce que tout doit avoir une fin : Brigadier Caruso
- 2019 : Les Secrets du château de Claire de La Rochefoucauld : Daniel Nérac
- 2019 : Temps de chien ! d'Édouard Deluc : Inspecteur Blanchard
- depuis 2019 : Tropiques criminels : Commissaire Alain Etcheverry
- 2020 : Une belle histoire, série de Nadège Loiseau : Berthommier
- 2020 : Dérapages, série de Ziad Doueiri : Durand-Pernety
- 2020 : La Flamme : Médecin
- 2020 : Alice Nevers, le juge est une femme, épisode La Rançon : Dimitri Ivanov
- 2021 : Les Rivières pourpres (série télévisée), épisode Jugement dernier : Franck Dumont
- 2021 : Deux femmes d'Isabelle Doval : Pierre Selignac
- 2021 : Frérots (série OCS) : Armand Benedict
- 2021 : Christmas Flow (Netflix) de Nadège Loiseau : Pascal
- 2021 : Les Bois maudits de Jean-Marc Rudnicki : Yohann Pennec
- 2022 : Drame en haute mer d'Adeline Darraux : Grégor
- 2023 : Le Code (saison 2) : Juge Renaud
- 2023 : Pamela Rose, la série de Ludovic Colbeau-Justin : Augusto Archivaldo
- 2024 : Fiasco (Netflix) de Igor Gotesman et Pierre Niney : Hervé
- 2025 : Clean de Cathy Verney : Gilles

## Théâtre (sélection)
- 1989 : Le Malade imaginaire de Molière, mise en scène Marc Fayet
- 1995 : Le Songe d'une nuit d'été de Shakespeare, mise en scène Christophe Lidon
- 1992 : Véronique de Benoît Marbot
- 1992 : La valse avant la nuit de Benoît Marbot
- 1994 : Svetotchka de Benoît Marbot
- 1996 : Sarfetti express de Benoît Marbot
- 1997 : Ruy Blas de Victor Hugo, mise en scène Guillaume Hasson
- 2000 : Un petit pas pour l'Homme de De Bruno Allain, Guillaume Hasson, Philippe Sabres, Stéphan Wojtowicz, mise en scène Panchika Velez
- 2001 : Le Tartuffe de Molière, mise en scène Panchika Velez
- 2002 : Barbe-Bleue de Max Frisch, Régine Achille-Fould
- 2004 : L'Inscription de Gérald Sibleyras, mise en scène Jacques Échantillon
- 2004 : Jacques a dit de Marc Fayet, mise en scène Agnès Boury et José Paul
- 2006 : La Sainte Catherine de lui-même, mise en scène Agnès Boury et José Paul
- 2006 : Le Suicide de Nicolaï Erdman, mise en scène Jacques Nichet
- 2007 : Les Forains de lui-même, mise en scène Panchika Velez
- 2008 : Le temps des cerises de Niels Arestrup, mise en scène Stéphane Hillel, Théâtre de la Madeleine, tournée
- 2010 - 2012 : Les Amis du président d'Alain Gautré, mise en scène Pierre Pradinas, tournée
- 2012 : L'invité de David Pharao, mise en scène Stéphane Hillel, tournée
- 2014 : Un singe en hiver d'après Antoine Blondin et Michel Audiard, adaptation Stéphan Wojtowicz, mise en scène Stéphane Hillel, Théâtre de Paris
- 2014 : Des gens intelligents de Marc Fayet, mise en scène José Paul, Théâtre de Paris
- 2016 : Ah ! Le Grand Homme de Pierre Pradinas et Simon Pradinas, mise en scène Panchika Velez, théâtre de l'Atelier
- 2016 - 2017 : La Cantatrice chauve de Eugène Ionesco, mise en scène Pierre Pradinas, Centre national de création d'Orléans, tournée
- 2018 : Mariage et châtiment de David Pharao, mise en scène Jean-Luc Moreau, Théâtre Hébertot
- 2018 : Hard, adaptation de Bruno Gaccio, mise en scène Nicolas Briançon, Théâtre de la Renaissance
- 2019 : Deux mensonges et une vérité de Sébastien Blanc et Nicolas Poiret, mise en scène Jean-Luc Moreau, théâtre Montparnasse
- 2020 : La Mouche de George Langelaan, mise en scène Valérie Lesort et Christian Hecq, théâtre des Bouffes du Nord, théâtre des Célestins, La Criée, tournée
- 2021 : Un chalet à Gstaad de et mise en scène Josiane Balasko, Théâtre des Nouveautés

## Publications
- Les Forains
- Le Rendez-vous
- La photo de papa
- La Sainte Catherine

## Distinctions

### Récompense
- 2006 : Molière de l'auteur pour La Sainte Catherine

### Nominations
- 2008 : Molière de l'auteur pour Les forains
- 2014 : Molière du comédien dans un second rôle pour Un singe en hiver
- 2020 : Molière du comédien dans un second rôle pour La mouche